# Oklahoma City Museum of Art

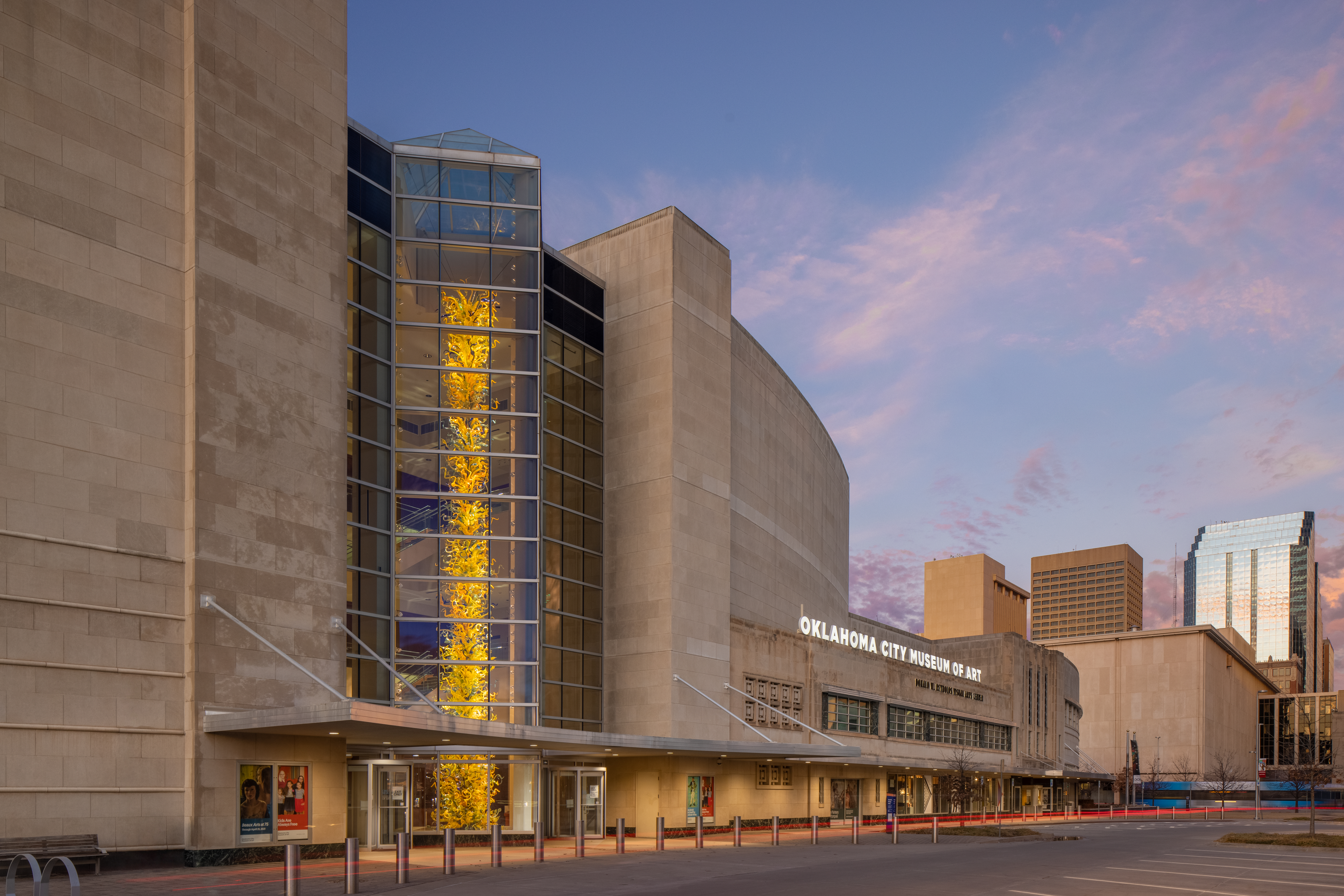
The Oklahoma City Museum of Art, 2021

Das Oklahoma City Museum of Art (OKCMOA) befindet sich im Donald W. Reynolds Visual Arts Center in Oklahoma City, Oklahoma. Das Museum präsentiert eine Vielzahl von Wanderausstellungen, Werke aus der eigenen Sammlung, ein Kino mit internationalen, unabhängigen und klassischen Filmen sowie ein Restaurant. Besonders hervorzuheben ist die umfangreiche Sammlung von Chihuly-Glaskunst, darunter der 55 Fuß hohe Eleanor Blake Kirkpatrick Memorial Tower im Atrium des Museums.

## Geschichte
Die Ursprünge des Museums gehen auf frühe Initiativen der Oklahoma Art League und des Art Renaissance Club zurück, die sich für die Kunsterziehung in Oklahoma City einsetzten. Später entstanden formellere Programme, darunter eine Experimental Gallery im Rahmen der Works Progress Administration (WPA), die der Öffentlichkeit zugänglich war. Nach der Gründung des Museums am 18. Mai 1945 wurde die zuvor staatlich finanzierte Galerie zu einer privaten Institution.
Das heutige OKCMOA entstand aus der Fusion zweier Vorgängerinstitutionen: dem Oklahoma Art Center (einem Ableger der WPA Experimental Gallery) und dem Oklahoma Museum of Art. Beide Institutionen widmeten sich dem Sammeln von Kunst, Ausstellungen und öffentlichen Programmen. Aufgrund der wirtschaftlichen Rezession in den 1980er Jahren, die durch den Einbruch der Ölindustrie ausgelöst wurde, war die Stadt jedoch nicht mehr in der Lage, zwei Kunstinstitutionen zu unterstützen. Dies führte 1989 zur Fusion der beiden Museen. 
In den folgenden Jahren wurde die Finanzierung des Museums durch eine großzügige Spende der Donald W. Reynolds Foundation in Höhe von 14,5 Millionen US-Dollar und weitere Unterstützung von über 500 Unternehmen, Stiftungen und privaten Spendern gesichert. Insgesamt wurden 40 Millionen US-Dollar an privaten Mitteln für den Bau und die Ausstattung des neuen Museums aufgebracht. Im März 2002 wurde das Donald W. Reynolds Visual Arts Center des Oklahoma City Museum of Art eröffnet. Heute zieht das Museum jährlich über 125.000 Besucher an und bietet eine permanente Sammlung, Wechselausstellungen, Bildungsprogramme, ein internationales Filmprogramm und einen Museumsshop. 

## Sammlung
Die Sammlung des OKCMOA umfasst europäische und amerikanische Kunstwerke, darunter Gemälde, Grafiken, Fotografien und Skulpturen. Ein besonderer Schwerpunkt liegt auf der Kunst des 19. und 20. Eine Besonderheit des Museums ist die umfangreiche Sammlung an Glaskunst von Dale Chihuly, die zu den größten der Welt zählt.